# The Chief's Blanket
The Chief's Blanket é um filme mudo de 1912, do gênero western em curta-metragem estadunidense, escrito por D. W. Griffith, estrelado por Blanche Sweet e Lionel Barrymore.

## Elenco
- Lionel Barrymore
- Blanche Sweet
- W. Chrystie Miller
- Charles West
- Alfred Paget
- Adolph Lestina
- Walter P. Lewis
- Charles Gorman
- Wilfred Lucas
- Joseph McDermott
- Jack Pickford
- W. C. Robinson
- Hector Sarno